# Лівонія (Індіана)
Лівонія (англ. Livonia) — місто (англ. town) в США, в окрузі Вашингтон штату Індіана. Населення — 99 осіб (2020).

## Географія
Лівонія розташована за координатами 38°33′2″ пн. ш. 86°16′35″ зх. д. / 38.55056° пн. ш. 86.27639° зх. д. (38.550521, -86.276305).  За даними Бюро перепису населення США в 2010 році місто мало площу 2,69 км², з яких 2,69 км² — суходіл та 0,00 км² — водойми.

## Демографія
Згідно з переписом 2010 року, у місті мешкало 128 осіб у 45 домогосподарствах у складі 37 родин. Густота населення становила 48 осіб/км².  Було 50 помешкань (19/км²).
Расовий склад населення:
| - 99,2 % — білих |

До двох чи більше рас належало 0,8 %. Частка іспаномовних становила 0,0 % від усіх жителів.
За віковим діапазоном населення розподілялося таким чином: 29,7 % — особи молодші 18 років, 51,5 % — особи у віці 18—64 років, 18,8 % — особи у віці 65 років та старші. Медіана віку мешканця становила 41,0 року. На 100 осіб жіночої статі у місті припадало 96,9 чоловіків;  на 100 жінок у віці від 18 років та старших — 91,5 чоловіків також старших 18 років.
Середній дохід на одне домашнє господарство  становив 57 933 долари США (медіана — 46 250), а середній дохід на одну сім'ю — 63 017 доларів (медіана — 56 250). За межею бідності перебувало 5,3 % осіб, у тому числі 6,8 % дітей у віці до 18 років та 0,0 % осіб у віці 65 років та старших.
Цивільне працевлаштоване населення становило 65 осіб. Основні галузі зайнятості: освіта, охорона здоров'я та соціальна допомога — 24,6 %, виробництво — 18,5 %, роздрібна торгівля — 12,3 %, мистецтво, розваги та відпочинок — 12,3 %.